# Нишко споразумение (1886)
Вижте пояснителната страница за други значения на Нишко споразумение.
Нишкото споразумение от октомври 1886 година е политическа спогодба, която регулира отношенията между Кралство Сърбия и Княжество България след войната помежду им от предходната година.

## Мотиви
Близо година след края на бойните действия отношенията между България и Сърбия остават напрегнати, тъй като Букурещкият мир оставя неразрешени редица въпроси от териториален, политически и стопански характер. Освен за обезопасяване на западната граница, след преврата и контрапреврата в България през август 1886 Регентството и правителството на Васил Радославов търсят помирение с Белград и заради ескалацията на конфликта си с Русия. Инициативата на външния министър Григор Начович от началото на септември 1886 получава активно съдействие от английската дипломация, която се стреми към широк антируски съюз на Балканите. В Сърбия, където също както в България има силни русофилски настроения, детронирането на Александър Батенберг се тълкува като дело на Русия, което може да бъде повторено и в Белград. Това е основният мотив на крал Милан и австрофилското напредняшко правителство да откликнат на поканата за преговори. Контактът се осъществява с активното посредничество на английските дипломатически агенти в двете държави. След посещение на сръбския емисар Пера Тодорович в София в края на септември, на 13 октомври българският пратеник Георги Странски и сръбският външен министър Драгутин Франасович подписват споразумение в Ниш.

## Значение
Политическият резултат от Нишкото споразумение е възстановяването на дипломатическите отношения между Кралство Сърбия и Княжество България, формализирано до края на ноември 1886 с установяването на постоянни представители в столиците на двете държави. Това засилва международните позиции на Регентството в разгара на конфликта му с Русия и намалява допълнително руското влияние на Балканите за сметка на британското и австро-унгарското.